# 조강석
조강석(1969년 ~ )은 대한민국의 문학평론가, 교수이다. 1969년 전라북도 전주에서 태어나 연세대학교 영문학과를 졸업하고 동 대학원 국문학과에서 박사학위를 받았다. 2005년 동아일보 신춘문예에 문학평론이 당선되어 등단했다. 2008년 제3회 「김달진문학상」(젊은비평가상), 2009년 제19회 「편운문학상」(우수상)을 수상, 현재 연세대학교 국어국문학과 교수로 재직 중이다.

## 약력
2005년 《동아일보》 신춘문예 평론 부문에 당선되면서 비평 활동을 시작했다. 1969년 전라북도 전주에서 태어나 연세대학교 영문학과를 졸업하고 동 대학원 국문학과에서 박사학위를 받았다. 2008년 제3회 「김달진문학상」(젊은비평가상), 2009년 제19회 「편운문학상」(우수상)을 수상했다. 현재 《현대시》 편집위원이며 연세대학교 국어국문학과 교수로 재직 중이다.  

### 비평집
- 《아포리아의 별자리들》(랜덤하우스코리아, 2008)
- 《경험주의자의 시계》(문학동네, 2010)
- 《이미지 모티폴로지》(문학과지성사, 2014)

### 연구서
- 《비화해적 가상의 두 양태》(소명출판, 2011)
- 《한국문학과 보편주의》(소명출판, 2017)